# Centre de coordination et de sauvetage
Pour les articles homonymes, voir CCS.
Un centre de coordination et de sauvetage ou CCS (en anglais, Rescue Coordination Center ou RCC) est un organisme chargé de déclencher et coordonner les secours (recherche et sauvetage) en cas d'incidents ou d'accidents, aériens ou maritimes.

## Types
Il existe plusieurs types de centres :
- les Maritime Rescue Coordination Centres (MRCC) qui opèrent au niveau maritime[1] ;
- les Air Rescue Coordination Centers (ARCC) qui opèrent au niveau aéronautique ;
- les Joint Rescue Coordination Centers (JRCC) qui combinent les deux compétences[2].

En matière maritime, la convention recherche et sauvetage adoptée en 1979 à Hambourg sous l'égide de l'Organisation maritime internationale (OMI) impose un système unifié d'alerte et de secours dans lequel l'alerte n'est plus transmise entre navires, mais d'un navire à un MRCC sur la côte,.